# فريدريك يوهانسون (لاعب هوكي جليد)
فريدريك يوهانسون هو لاعب هوكي جليد سويدي، ولد في 27 فبراير 1984 في Munkedal ‏ في السويد.

## وصلات خارجية
- فريدريك يوهانسون على موقع دوري الهوكي الوطني (الإنجليزية)
- فريدريك يوهانسون على موقع EliteProspects.com (الإنجليزية)
- فريدريك يوهانسون على موقع HockeyDB.com (الإنجليزية)